# Amanda Moll
Amanda Moll (* 31. Januar 2005 in Olympia, Washington) ist eine US-amerikanische Leichtathletin, die sich auf den Stabhochsprung spezialisiert hat. Sie hält mit 4,51 m die Weltbestleistung der U18.

## Leben
Amanda Moll ist die Zwillingsschwester von Hana Moll, die ebenfalls Stabhochspringerin ist.

## Karriere
Bei den U20-Weltmeisterschaften 2022 wurde sie fünfte im Stabhochsprung. Ihre Schwester gewann diesen Wettkampf.